# Cristián Zapata
Cristián Eduardo Zapata Valencia (født 30. september 1986 i Padilla, Colombia) er en colombiansk fodboldspiller (midterforsvarer). Han spiller for den brasilianske klub Vitória. 
Zapata startede sin karriere hos Deportivo Cali i hjemlandet. I 2005 rejste han til Europa og skrev kontrakt med Udinese i Italien. Her spillede han de følgende seks sæsoner. Efter en enkelt sæson i Villareal i Spanien skiftede Zapata i 2012 til AC Milan, først på lejebasis og senere på en permanent kontrakt. Efter mange år i AC Milan skiftede Zapata i sommeren 2019 til Genoa.  i 2021 skiftede han tilbage til sydamerikansk fodbold for at spille for San Lorenzo i den bedste argentinske liga. 

## Landshold
Zapata har spillet 58 kampe for Colombias landshold, som han debuterede for 12. september 2007 i et opgør mod Paraguay. Han var en del af den colombianske trup til VM i 2014 i Brasilien og til VM i 2018 i Rusland. Han indstillede landsholdkarrieren i 2019.